# Montastruc-Savès

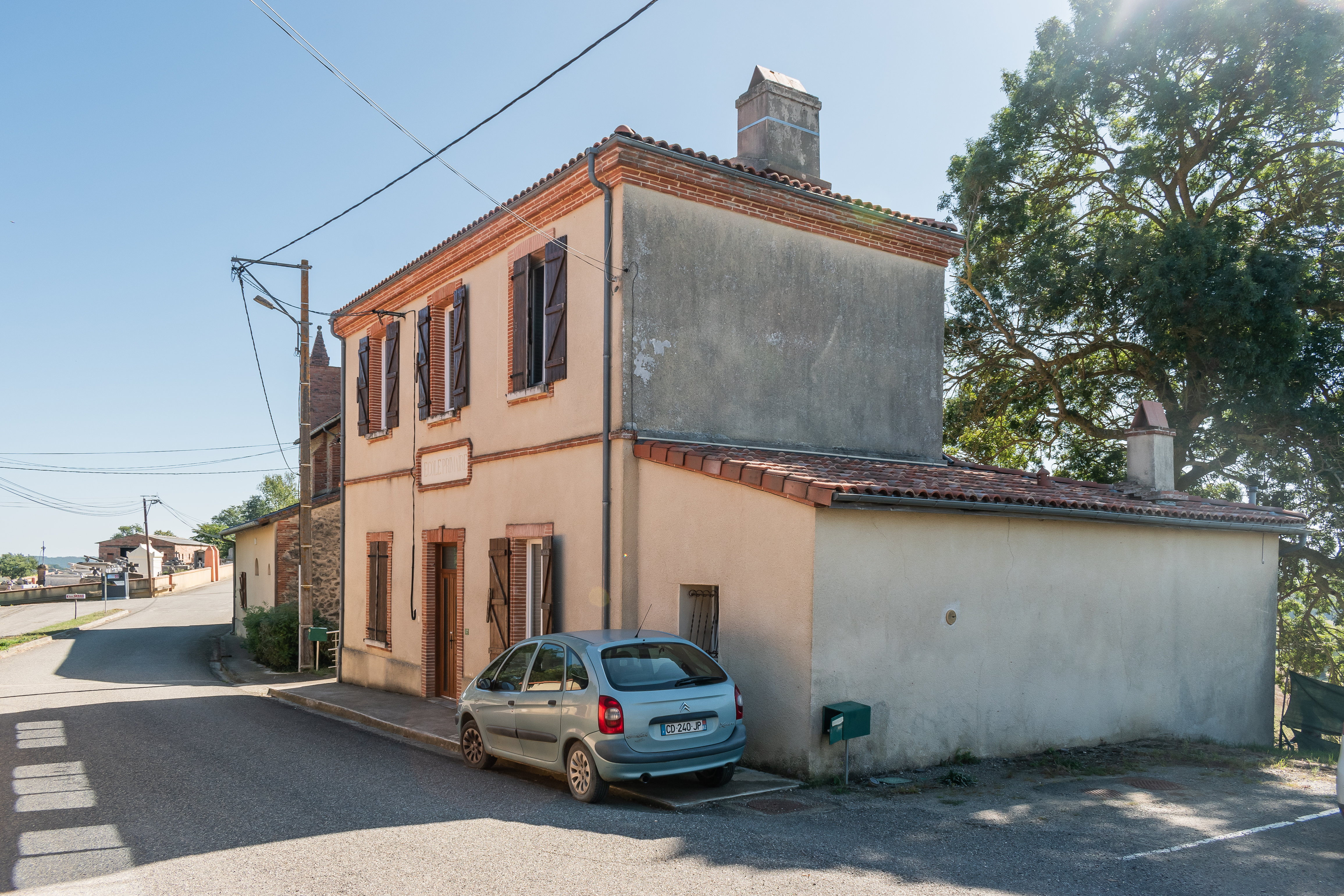
Rathaus von Montastruc-Savès

Montastruc-Savès (okzitanisch Montastruc de Savés) ist eine französische Gemeinde mit 63 Einwohnern (Stand 1. Januar 2022) im Département Haute-Garonne in der Region Okzitanien (zuvor Midi-Pyrénées). Montastruc-Savès gehört zum Arrondissement Muret und zum Kanton Cazères. Die Einwohner werden Astrimontois genannt.

## Geografie
Montastruc-Savès liegt etwa 50 Kilometer südwestlich von Toulouse. Der Touch begrenzt die Gemeinde im Südosten. Montastruc-Savès wird umgeben von den Nachbargemeinden Sajas im Norden und Nordosten, Lautignac im Osten und Südosten, Pouy-de-Touges im Süden und Südosten, Saint-Araille im Westen und Südwesten sowie Montpézat im Nordwesten.

## Bevölkerungsentwicklung
| Jahr                      | 1962 | 1968 | 1975 | 1982 | 1990 | 1999 | 2006 | 2013 |
| Einwohner                 | 71   | 74   | 63   | 70   | 70   | 76   | 75   | 66   |
| Quelle: Cassini und INSEE |      |      |      |      |      |      |      |      |

## Sehenswürdigkeiten
- Kirche Notre-Dame